# Bismarck-Straße (Antarktika)
Die Bismarck-Straße (auch Bismarckstraße, englisch Bismarck Strait, in Argentinien Estrecho de Bismarck, in Chile Estrecho Bismarck) ist eine Meerenge in der Antarktis nördlich des Grahamlandes zwischen den Wauwermans-Inseln des Wilhelm-Archipels sowie der der Anvers- und der Wiencke-Insel, die zum Palmer-Archipel gehören. Im Südosten reicht sie bis zum Kap Errera, wo sie auf die Gerlache-Straße trifft; im Südwesten besteht über die Butler-Passage eine Verbindung zum Lemaire-Kanal.
Die Bismarck-Straße wurde während einer Forschungsreise 1873/74 von Kapitän Eduard Dallmann mit dem Dampf-Segelschiff Groenland entdeckt und von ihm nach dem Reichsgründer Otto von Bismarck (1815–1898) benannt.